# Focometro
Il focometro è un dispositivo fotografico usato in camera oscura per facilitare la messa a fuoco accurata delle stampe e dunque, destinato alla stampa su carta fotografica da pellicola negativa, sia in bianco e nero che a colori.

## Principio di funzionamento
Lo strumento è simile ad un minuscolo microscopio, composto da uno specchio e da una lente d'ingrandimento. Posto sotto la luce dell'ingranditore e con uno spezzone di pellicola inserito, facilita la messa a fuoco di precisione del fotogramma da stampare, riflessa verso la lente dallo specchio dello strumento.
Infatti, per assicurarsi che la messa a fuoco sia corretta è necessario osservare all'interno della lente e regolare la messa a fuoco dell'ingranditore finché non si notino dei puntini; questi sono i sali d'argento. Ciò significa che l'immagine è proiettata sulla carta esattamente come risulta sulla pellicola e che quindi la messa a fuoco della pellicola sulla carta è perfetta.